# Мехтхилд фон Хенеберг-Шлойзинген
Мехтхилд фон Хенеберг-Шлойзинген (на немски: Mechtild Gräfin von Henneberg-Schleusingen; † между 6 май 1438 и 2 март 1445) от фамилията на графовете на Хенеберг, е графиня на Хенеберг-Шлойзинген и чрез женитба графиня на Шварцбург-Вахсенбург.

## Произход
Тя е третата дъщеря на граф Хайнрих XI (X) фон Хенеберг-Шлойзинген (1350 – 1405) и съпругата му маркграфиня Матилда фон Баден (1368 – 1425), дъщеря на маркграф Рудолф VI фон Баден († 1372) и графиня Матилда фон Спонхайм († 1410).

## Фамилия
Мехтхилд фон Хенеберг-Шлойзинген се омъжва на 16 ноември 1407 г. за граф Гюнтер XXXII фон Шварцбург-Вахсенбург († 1 февруари 1450). Те имат три дъщери:
- Маргарета фон Шварцбург-Вахсенбург († 1489/1490), омъжена I. ок. 1422 г. за бургграф Ото II фон Лайзниг в Пениг и Роксбург († 2 март 1445/1447), II. ок. 1452 г. за Хайнрих V фон Вилденфелс († сл. 1464/1490)
- Урсула фон Шварцбург-Вахсенбург († 1461), омъжена I. ок. 1428 г. за граф Гебхард V фон Мансфелд († 25 юли 1433), II. 1442 г. за граф Лудвиг I фон Глайхен-Бланкенхайн († 25 април 1467)
- Мехтилд фон Шварцбург-Вахсенбург († сл. 24 април 1446/сл. 4 август 1456), омъжена ок. 17 февруари 1435/пр. 5 май 1439 г. за Хайнрих IX „Средни“ фон Гера (* 4 януари 1406; † пр. 21 август 1482)

Гюнтер XXXII фон Шварцбург-Вахсенбург се жени втори път за Катарина фон Шьонбург-Глаухау-Лихтенщайн (1419 – 1453).